# Temel Karamollaoğlu

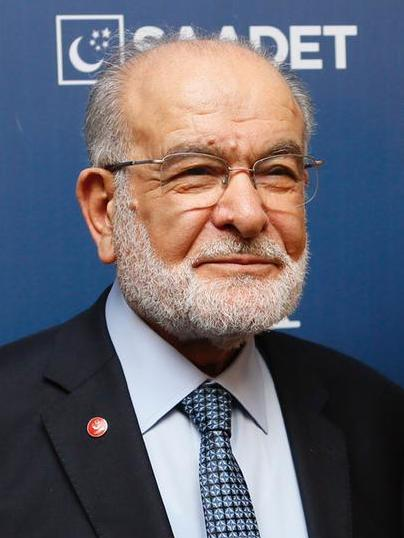
Temel Karamollaoğlu (2019)

Temel Karamollaoğlu (* 20. September 1941 in Kahramanmaraş) ist ein türkischer Politiker. Seit Oktober 2016 ist er Parteivorsitzender der Partei der Glückseligkeit.

## Leben
Nach seiner Schulzeit studierte Karamollaoğlu Textiltechnik an der University of Manchester, wonach er unter anderem im Staatlichen Planungsamt der Türkei tätig war. 1975 wechselte er ins Ministerium für Wissenschaft, Industrie und Technologie, was den Beginn seiner politischen Laufbahn bedeutete.
Karamollaoğlu ist verheiratet und Vater von fünf Kindern.

## Politik
1977 wurde er Abgeordneter der Nationalen Heilspartei für Sivas, was allerdings mit dem Militärputsch von 1980 ein Ende fand. Erst mit dem Referendum acht Jahre später konnte er wieder in die Politik einsteigen, diesmal jedoch für die neu gegründete Wohlfahrtspartei. Von 1989 bis 1995 war Karamollaoğlu Bürgermeister der Stadt Sivas. Während seiner Amtszeit ereignete sich der Brandanschlag von Sivas. Daraufhin folgten zwei Perioden als Abgeordneter und später die Tätigkeit als Stellvertretender Parteivorsitzender der Saadet Partisi, deren Vorsitzender er nun ist. Für die Präsidentschaftswahlen 2018 erlangte er seine Kandidatur durch 100.000 Unterstützungserklärungen.